# Harald Ecker
Harald Herbert Ecker (* 24. November 1939 in Homburg, Saar) ist ein deutscher Jurist, Buchautor und Fachjournalist.

## Leben
Ecker verbrachte seine Jugend in Homburg/Saar, wo er 1958 am Knaben-Realgymnasium sein Abitur machte. Nach dem Studium der Rechtswissenschaften an der Universität des Saarlandes in Saarbrücken und an der Freien Universität in Berlin legte er das erste juristische Staatsexamen (Referendarexamen) ab, danach das zweite (Assessorexamen). Er ist verheiratet, hat zwei Söhne.
Mit Zulassung und Niederlassung als Rechtsanwalt gründete er 1967 eine eigene Anwaltskanzlei in Saarbrücken-Dudweiler, die er fortan Jahrzehnte führte. 2005 veräußerte er die Praxis an einen langjährigen Kollegen. Danach arbeitete er noch als freier Mitarbeiter in dieser Praxis, bis er sich 2013 in den Ruhestand zurückzog.
1973 wählte ihn die Vertreterversammlung der Volksbank Dudweiler eG (zweitgrößte Volks- und Genossenschaftsbank im Saarland) in den Aufsichtsrat. 1974 wurde er zum Aufsichtsratsvorsitzenden der Bank bestellt. Unter seiner Federführung fanden Fusionen statt, so die Übernahmen der Volksbank Quierschied eG und der Volksbank Sulzbachtal eG. 2013 wurde die Volksbank Dillingen übernommen, wobei der Name der Bank in  Vereinigte Volksbank Dillingen Dudweiler Sulzbach/Saar abgeändert wurde, kurz Vereinigte Volksbank eG oder VVB genannt.
Die Jahresversammlung der Rechtsanwaltskammer des Saarlandes wählte ihn am 26. April 1980 in den Vorstand der Anwaltskammer. 1988 berief ihn der Kammervorstand zum  Schatzmeister der Kammer, er wurde zugleich Mitglied des Präsidiums im Kammervorstand. Ab 1990 saß er der Zulassungs- und Gebührenabteilung vor. Von 1992 bis 1998 leitete er den Ausschuss Fachanwalt für Verwaltungsrecht. Er engagierte sich stark im Berufsstand hinsichtlich der Kapital- und Vermögensanlage des Versorgungswerkes der Rechtsanwälte des Saarlandes (Altersversorgung der Anwälte), insbesondere als federführendes, koordinierendes Mitglied in den drei Spezialfonds des Versorgungswerkes. 2000 schied er auf eigenen Wunsch aus dem Vorstand der Rechtsanwaltskammer aus. Er blieb auf Wunsch der Kollegen noch federführendes, koordinierendes Mitglied in den drei Spezialfonds, bis er diese Ämter 2010 niederlegte.
2012 schied er alters- und satzungsbedingt aus dem Aufsichtsrat der Vereinigten Volksbank eG aus, somit nach 39 Jahren der Zugehörigkeit zu diesem Gremium, das er 38 Jahre lang als Aufsichtsratsvorsitzender geführt hatte.
2012 berief ihn der Vorstand der Vereinigten Volksbank eG zum Mitglied des Ehrenrates, dem er seither angehört.
2014 wurde Ecker als Vertreter in die Vertreterversammlung des Versorgungswerkes der Rechtsanwaltskammer des Saarlandes gewählt. Er ist Ehrenkommandeur angesehener Weinbruderschaften.
Seit 1994 ist er Mitglied im Rotary Club St. Ingbert; er war Präsident im rotarischen Jahr 2001/02, außerdem einige Jahre Schatzmeister.

## Kulinarischer Fachautor
Neben seinem Hauptberuf als Rechtsanwalt war er fachjournalistisch tätig, schrieb daneben Weinbücher. Er arbeitete von 1985 bis 2013 als unabhängiger internationaler Fachjournalist für Weine, Spirituosen und Küche im Auftrag deutscher und ausländischer Fachzeitschriften.
Er gewann einen internationalen Ruf als Weinschriftsteller („the distinguished German wine-writers“, l’amateur de BORDEAUX, 26/90). Er schrieb über deutsche und ausländische Weine, insbesondere über französische Weine. In Deutschland wandte er sich an den Weinliebhaber in „Alles über Wein“ – eine frühere Zeitschrift für Weinkultur, Reisen und Gastronomie – oder an Weinhandel, Gastronomie und informierte Verbraucher in der „Weinwirtschaft“, einem professionellen deutschen Publikumsorgan. Außerdem erschienen Beiträge in Vinum (Zürich), dem internationalen Weinmagazin, und in „l’amateur de BORDEAUX“, der international geschätzten französischen Weinrevue. Er entfaltete zahlreiche Aktivitäten über und um den Wein, in Deutschland wie in Frankreich, auch in der Jury eines Wettbewerbs deutscher Topweine, den die bekannte englische Weinzeitschrift „Decanter“ veranstaltete. In weiteren zahlreichen nationalen, ausländischen und internationalen Weinwettbewerben arbeitete er in der Jury mit (z. B. in der kleinen, von Professoren und Weinmaklern besetzten Jury im Finale des „Coupe des Crus Bourgeois du Médoc“ – 1993 – zu Bordeaux), moderierte Weine vor einem größeren, fachkundigen internationalen Publikum (so beim Europäischen Weinfestival), gehörte zur Jury im Wettbewerb für den besten deutschen Sommelier in französischen Weinen und Spirituosen, referierte über Wein vor Fachpublikum und breiterer Öffentlichkeit, wirkte nicht zuletzt als Weinexperte in Fernsehsendungen mit.
Er verfasste Beiträge für weitere deutsche Weinzeitschriften, auch für deutsche und französische Tageszeitungen (z. B. Sud-Ouest), vor allem mit Beiträgen über Bordeaux, Burgund und Mosel-Saar-Ruwer (seit 2006 Weinbaugebiet Mosel) sowie über Cognacs.
Nicht zuletzt sind seine Person und sein Wirken als internationaler Weinschriftsteller ausführlich im „Who’s Who International du Vin“ (Paris) dargestellt und gewürdigt. 16 Jahre testete er zusammen mit seiner Frau Feinschmeckerrestaurants für GAULTMILLAU Deutschland („Der Reiseführer für Genießer“).

## Ehrungen
- Die Weinbaugemeinde Margaux ernannte ihn zu ihrem Ehrenbürger.
- Am 7. Oktober 1997 verlieh ihm die Regierung des Saarlandes in einer Feierstunde im Justizministerium – „in Würdigung Ihrer Verdienste um die Rechtspflege unseres Landes“ – den Titel „Justizrat“.
- 2012 ernannte ihn die Vertreterversammlung der Vereinigten Volksbank eG zum Ehrenvorsitzenden des Aufsichtsrates.
- Ebenfalls 2012 verlieh ihm der Genossenschaftsverband e.V., Frankfurt, „in Anerkennung und Würdigung der genossenschaftlichen Arbeit“ die Ehrennadel in Gold, nachdem er 2009 bereits mit der Ehrennadel in Silber geehrt worden war.

## Veröffentlichungen
- Bordeaux – Weine und Châteaux. Verlag Busse + Seewald, Herford 1994, ISBN 3-512-03125-0.
- Die Welt der Weine. Die Kunst des Verkostens. Books on Demand, Norderstedt 2010, ISBN 978-3-8391-7372-5.
- Ein Hai im Fenster und andere Erzählungen. Geistkirch Verlag, Saarbrücken 2013, ISBN 978-3-938889-15-2.
- Schmählich. Roman. Geistkirch Verlag, Saarbrücken 2015, ISBN 978-3-938889-63-3.
- Der springende Punkt und andere Wahrheiten, BoD GmbH, ISBN 978-3-7481-4387-1.
- Vergangenes kommt zurück, BoD GmbH, ISBN 978-3-7534-8857-8